# Gromada kulista

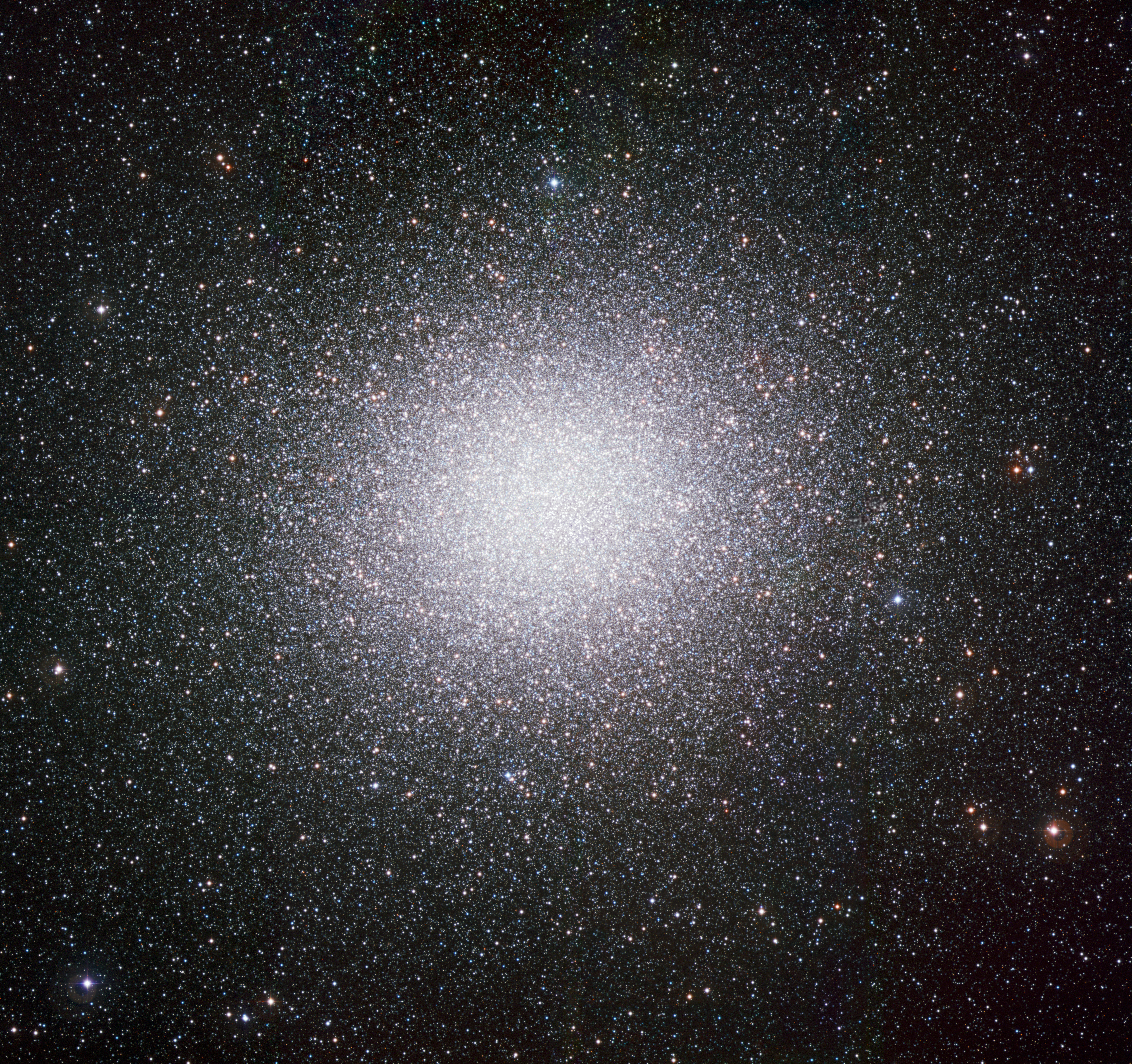
Gromada kulista omega Centauri, najjaśniejsza na ziemskim niebie

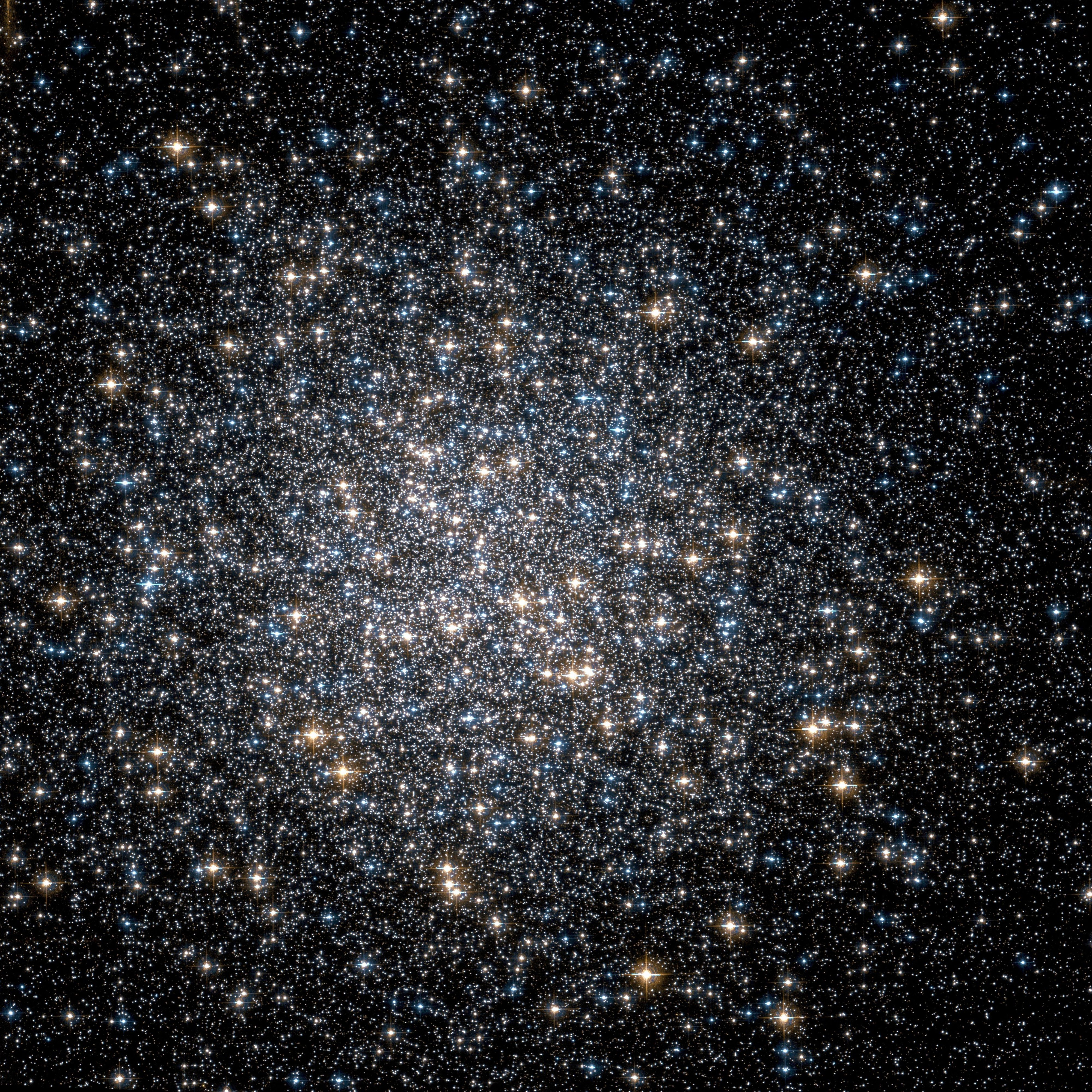
Gromada kulista M13
w gwiazdozbiorze Herkulesa

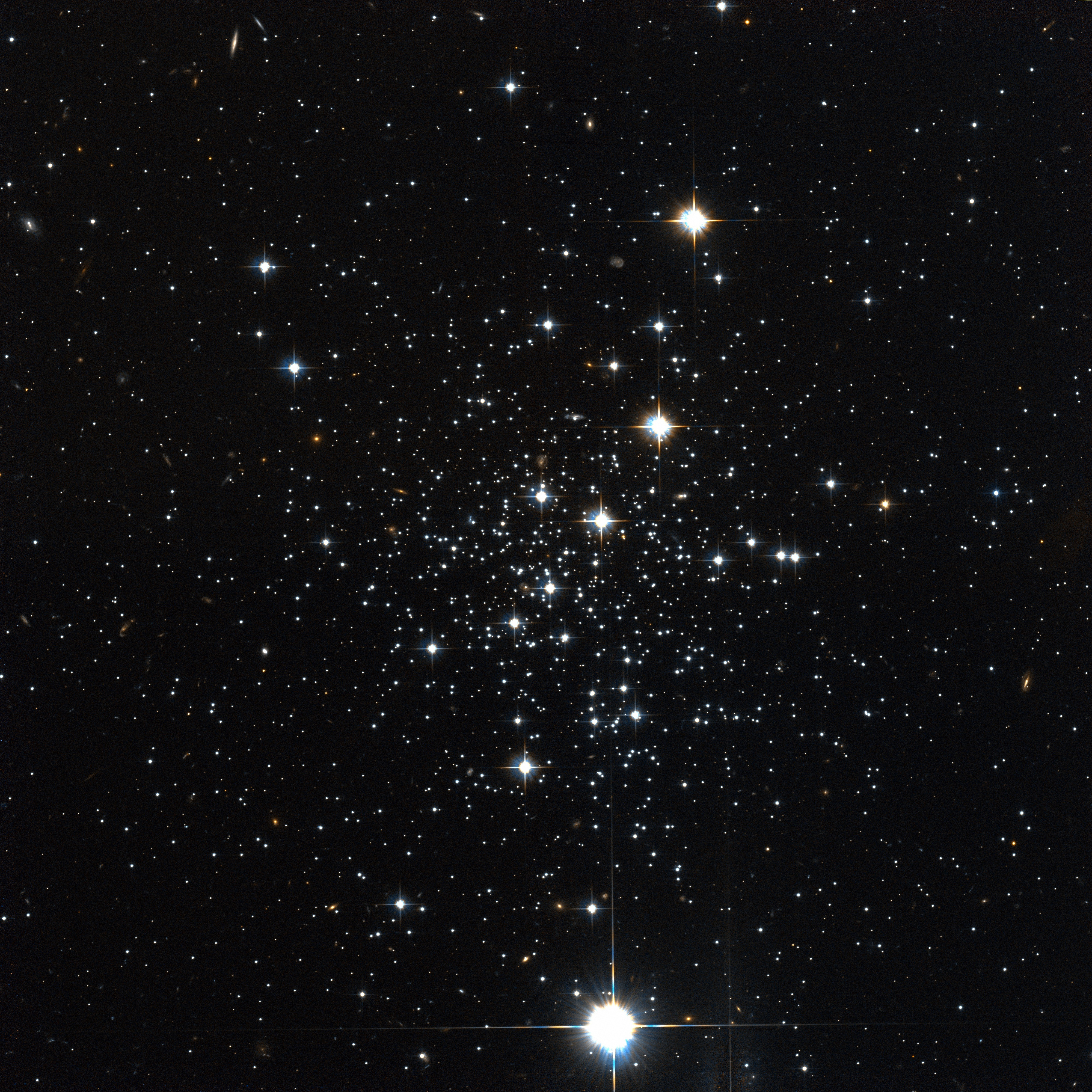
Młoda gromada kulista Palomar 12

Gromada kulista – zazwyczaj sferycznie symetryczne zgrupowanie powiązanych grawitacyjnie gwiazd z wyraźną, silną ich koncentracją w kierunku centrum (niektórzy naukowcy wyróżniają morfologiczną podklasę gromad eliptycznych). Gromady kuliste zwykle liczą od stu tysięcy do miliona gwiazd, natomiast ich średnice (np. wyznaczane z prędkości radialnych gwiazd obserwowanych na brzegach gromady, rozmiarów kątowych i odległości) zawierają się w przedziale od 6 do 70 parseków. Odkrycie pierwszej gromady kulistej przypisuje się Johannowi Abrahamowi Ihlemu, który obserwując w 1665 roku Saturna, w gwiazdozbiorze Strzelca odnalazł znajdującą się obok gromadę M22.
Jedną z najbardziej znanych gromad kulistych jest M13 w Herkulesie, którą można zobaczyć gołym okiem. Najjaśniejsza jest omega Centauri o jasności 3,7m w odległości około 16 tysięcy lat świetlnych na niebie południowym w gwiazdozbiorze Centaura. Inne to np. M22 (w gwiazdozbiorze Strzelca), M3 (w Psach Gończych). W 2010 roku znanych było około 150 gromad kulistych w naszej Galaktyce, z których jedna czwarta powstała w innych galaktykach. Szacuje się, że Droga Mleczna zawiera nie więcej niż 200 gromad kulistych. W gromadach kulistych obserwuje się olbrzymy i nadolbrzymy, jak również gwiazdy zmienne typu RR Lyrae, które pozwoliły m.in. na wyznaczenie odległości do gromad kulistych (2–120 kpc dla Galaktyki), ale to nie jest jedyna metoda wyznaczania odległości.
W przeciwieństwie do gwiazd poruszających się samodzielnie wokół jądra galaktyki, gwiazdy w gromadach kulistych krążą wokół wspólnego środka ciężkości gromady. Niektóre z nich mają orbity kołowe, inne – wydłużone, zahaczające o peryferia gromady. Ponieważ gwiazdy jednej gromady oddziałują ze sobą grawitacyjnie, prędkość orbitalna lżejszych gwiazd rośnie, a one same migrują w stronę krawędzi gromady. Ten sam proces powoduje, że cięższe gwiazdy tracą prędkość orbitalną i gromadzą się na orbitach położonych bliżej jądra. Takie sortowanie gwiazd lżejszych i cięższych prowadzi do powstania gęstszego i wyraźnie zaznaczonego jądra gromady. Skutkiem tego zagęszczania w jednej piątej spośród znanych gromad kulistych Drogi Mlecznej nastąpił proces zapaści jądra (ang. core collapse). W takich gromadach jeszcze większa liczba gwiazd gromadzi się w pobliżu jądra, przez co obserwuje się wyraźny wzrost jasności w centrum.
Gromady kuliste charakteryzuje jednorodne rozmieszczenie w Galaktyce (wykorzystując tę własność Harlow Shapley jako pierwszy oszacował odległość Słońca do centrum Galaktyki na 8 kpc), geometrycznie wchodzą w skład halo Galaktycznego. Są składową tak zwanej II populacji gwiazdowej – starej i ubogiej w ciężkie pierwiastki, czyli o małej metaliczności).
Obecnie najmłodsza znana gromada w Galaktyce ma około 6,4 miliarda lat (Palomar 12), a najstarsze – 12,5 miliarda lat. Razem ze zgrubieniem centralnym są najstarszymi składnikami Galaktyki.
Obserwuje się je także w innych galaktykach (np. w M87 doliczono się ich około 13 tysięcy) i nie wyklucza się istnienia gromad niezwiązanych z żadną galaktyką. W 2014 odkryto pierwszą superszybką gromadę HVGC-1.

## Historia obserwacji
Pierwsza znana gromada kulista, teraz nazywana M22, została odkryta w 1665 roku przez Abrahama Ihle, niemieckiego amatora astronoma.

## Planety
Astronomowie szukają egzoplanet wokół gwiazd w gromadach kulistych.